# Virdimura
Virdimura var en italiensk läkare. Hon var judinna och räknas som den första kvinnan med officiellt tillstånd att verka som läkare på Sicilien.
Hon mottog 7 november 1376 kunglig licens att praktisera medicin på Sicilien av Fredrik III av Sicilien efter att ha avlagt examensprov i medicin.